# Principes de regroupement
 (octobre 2021).
La mise en forme du texte ne suit pas les recommandations de Wikipédia : il faut le « wikifier ».
Les points d'amélioration suivants sont les cas les plus fréquents. Le détail des points à revoir est peut-être précisé sur la page de discussion.
- Les titres sont pré-formatés par le logiciel. Ils ne sont ni en capitales, ni en gras.
- Le texte ne doit pas être écrit en capitales (les noms de famille non plus), ni en gras, ni en italique, ni en « petit »…
- Le gras n'est utilisé que pour surligner le titre de l'article dans l'introduction, une seule fois.
- L'italique est rarement utilisé : mots en langue étrangère, titres d'œuvres, noms de bateaux, etc.
- Les citations ne sont pas en italique mais en corps de texte normal. Elles sont entourées par des guillemets français : « et ».
- Les listes à puces sont à éviter, des paragraphes rédigés étant largement préférés. Les tableaux sont à réserver à la présentation de données structurées (résultats, etc.).
- Les appels de note de bas de page (petits chiffres en exposant, introduits par l'outil «  Source ») sont à placer entre la fin de phrase et le point final[comme ça].
- Les liens internes (vers d'autres articles de Wikipédia) sont à choisir avec parcimonie. Créez des liens vers des articles approfondissant le sujet. Les termes génériques sans rapport avec le sujet sont à éviter, ainsi que les répétitions de liens vers un même terme.
- Les liens externes sont à placer uniquement dans une section « Liens externes », à la fin de l'article. Ces liens sont à choisir avec parcimonie suivant les règles définies. Si un lien sert de source à l'article, son insertion dans le texte est à faire par les notes de bas de page.
- La présentation des références doit suivre les conventions bibliographiques. Il est recommandé d'utiliser les modèles {{Ouvrage}}, {{Chapitre}}, {{Article}}, {{Lien web}} et/ou {{Bibliographie}}. Le mode d'édition visuel peut mettre en forme automatiquement les références.
- Insérer une infobox (cadre d'informations à droite) n'est pas obligatoire pour parachever la mise en page.

Pour une aide détaillée, merci de consulter Aide:Wikification.
Si vous pensez que ces points ont été résolus, vous pouvez retirer ce bandeau et améliorer la mise en forme d'un autre article.
 (octobre 2021).
 (décembre 2021).
- Si vous ne connaissez pas le sujet, laissez ce bandeau (vous pouvez alors contacter les auteurs).
- Si vous supprimez le contenu mis en cause (vous pouvez préalablement contacter les auteurs),

argumentez précisément cette suppression dans la page de discussion
(un manque de référence n'est pas un argument ; une recherche réelle de référence doit avoir été effectuée, être formellement documentée).
Les principes de regroupement (ou lois de regroupement de la Gestalt) sont un ensemble de principes proposé pour la première fois par les psychologues de la Gestalt dans l'objectif d'expliquer l'observation selon laquelle les humains perçoivent les objets comme des formes globales plutôt que comme l'addition ou la juxtaposition d'éléments. Il s'agit du principe de proximité, de similitude, de clôture, de continuité, et de destin commun.

## Proximité

Loi de proximité.

La loi de proximité stipule que « des objets ou des formes proches les uns des autres semblent former des groupes ». Bien que les objets soient différents de par leurs formes et leurs tailles, ils apparaîtront comme un groupe s'ils sont proches les uns des autres.
- Fait référence à la façon dont les éléments plus petits sont assemblés dans une composition.
- Aussi appelé « regroupement », le principe concerne l'effet observé lorsque la présence de l'ensemble devient plus significative que la présence  des éléments séparés.
- Regrouper des mots dans une mise en page modifie également le sens visuel et psychologique de la composition, de manière non verbale sans rapport avec leur sens.
- Les éléments regroupés créent l'illusion de formes ou de plans dans l'espace qu'ils occupent, bien que ces éléments ne se touchent pas.
- Un regroupement de ce type peut être obtenu en jouant sur la valeur, la couleur, la luminosité, la forme, la taille ou d'autres attributs physiques.[réf. nécessaire]

## Similitude

Loi de similitude

Si la distance ne permet pas de regrouper les points, nous nous attacherons ensuite à lier ceux possédant le plus de similitudes entre eux pour percevoir une forme. Les objets se ressemblant physiquement seront alors perçus comme faisant partie du même objet plus grand. Cela nous permet de faire la distinction entre les objets adjacents et les objets qui se chevauchent, en comparant les ressemblances et différences de leurs données visuelles.
Les principes de similitude et de proximité sont souvent utilisés ensemble pour créer une hiérarchie visuelle. L'un des principes peut dominer l'autre, selon l'application et la combinaison des deux. Par exemple, dans la grille illustrant ce paragraphe, le principe de similitude domine le principe de proximité ; les lignes sont probablement vues avant les colonnes.

## Clôture

Loi de clôture.

Le principe de clôture fait référence à la tendance de l'esprit à percevoir des figures ou des formes complètes à partir d'une image incomplète. Par exemple, si un bout du contour d'une forme est manquante (cf. image ci-contre), nous aurons tendance à considérer la forme comme entourée par la bordure et à ignorer les espaces. Cette réaction découle de la tendance naturelle de l'esprit à reconnaître des schémas familiers et à compléter ainsi toute information manquante.

## Continuité

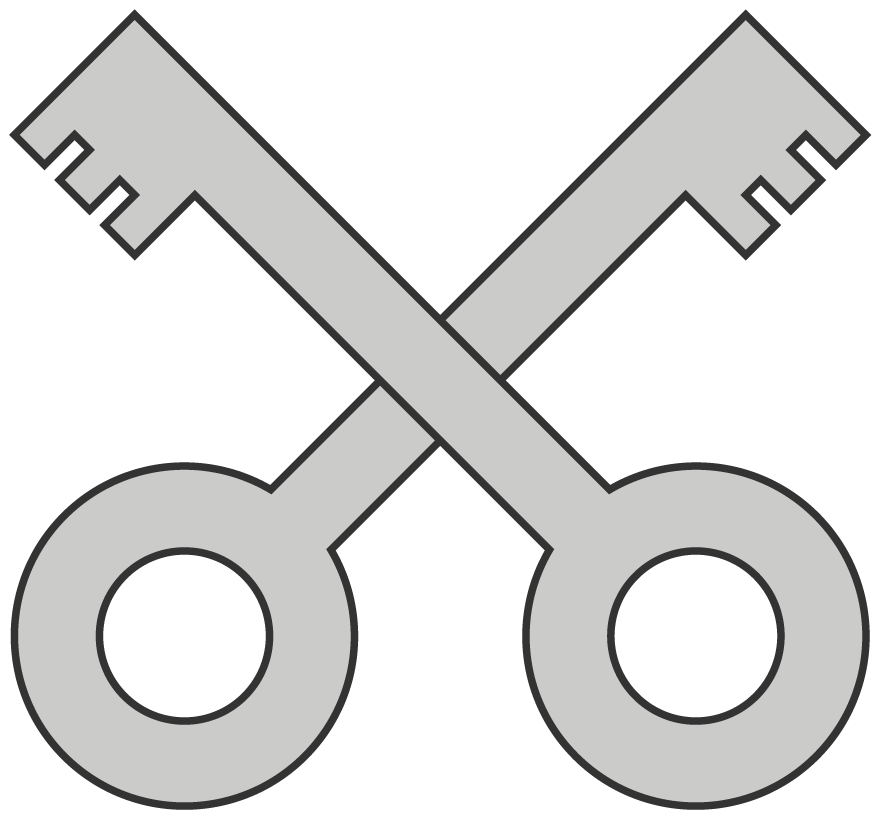
Loi de continuité.

Lorsqu'il existe une intersection entre deux objets ou plus, l'esprit a tendance à percevoir chaque objet comme un seul objet ininterrompu. Cela permet de différencier les objets individuels même lorsqu'ils se ressemblent et se chevauchent visuellement. Les humains ont tendance à regrouper et à organiser des lignes ou des courbes qui suivent une direction établie, contrairement  à celles changeant brusquement de direction.[réf. nécessaire]

## Destin commun

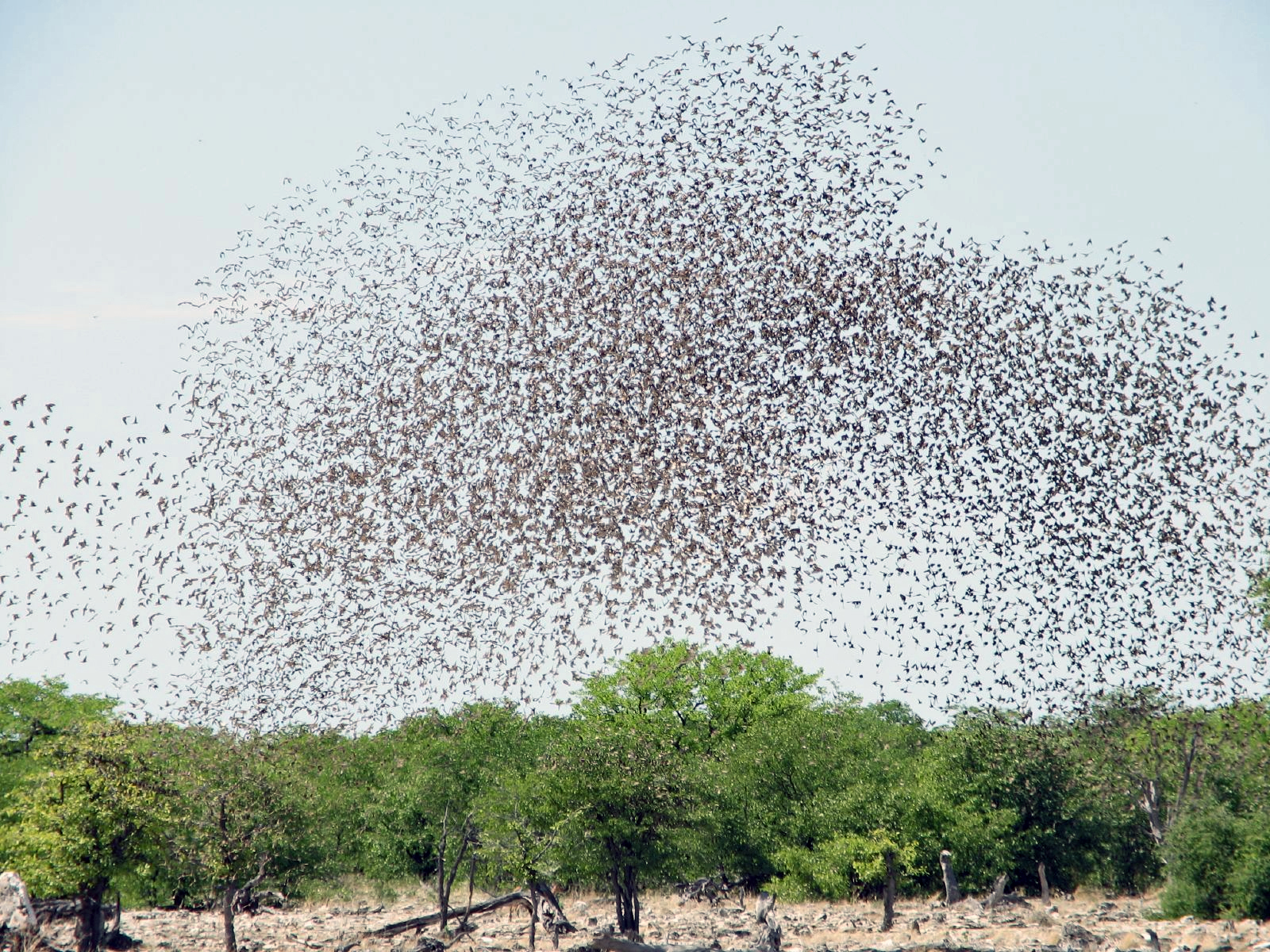
Loi du destin commun : une nuée d'oiseaux.

Lorsque des éléments visuels se déplacent dans la même direction à la même vitesse (flux optique), nous les percevons comme un unique groupe. Par exemple, les oiseaux peuvent être observés comme une seule volée, bien que chaque oiseau soit perçu, avec la distance, comme un point. Les « points » mobiles semblent alors faire partie d'un tout unifié. De même, deux volées d'oiseaux peuvent se croiser dans le champ visuel d'un spectateur, mais elles continueront néanmoins à être observées comme deux volées distinctes car chaque oiseau aura une direction propre à sa volée.[réf. nécessaire]
La loi du destin commun est largement utilisée dans le design d'interface-utilisateur, par exemple lorsque le mouvement d'une barre de défilement est synchronisé avec l'affichage du contenu d'une fenêtre ; ou encore lorsque le mouvement d'une souris physique est synchronisé avec le mouvement d'un curseur à l'écran, et ainsi de suite.

## Bonne forme

Principe de bonne forme

Le principe de bonne forme fait référence à notre tendance à regrouper des objets de forme, de motif, de couleur, etc. similaires. Même dans les cas où deux ou plusieurs formes se chevauchent clairement, le cerveau humain les interprète d'une manière qui lui permet de différencier différents motifs et/ou formes. Un exemple serait une pile de cadeaux où une douzaine de paquets de tailles et de formes différentes sont emballés dans seulement trois couleurs différentes, ou les anneaux olympiques. Si l'une de ces données (ici, couleurs ou formes) est commune à au moins trois de ces objets, ces derniers seront perçus comme un tout.